# Hexaclorocicloexano
Hexaclorocicloexano técnico é um inseticida sólido, sem forma definida, e de coloração do branco ao pardo com odor característico.

## Isômeros
| Isômeros | Nome químico                               | % no produto técnico |
| -------- | ------------------------------------------ | -------------------- |
| alfa     | 1,2,4/3,5,6-hexaclorocicloexano            | 55 - 70              |
| beta     | 1,3,5/2,4,6-hexaclorocicloexano            | 5 - 14               |
| gama     | 1,2,4,5/3,6-hexaclorocicloexano ou Lindano | 10 - 12              |
| delta    | 1,2,3,5/4,6-hexaclorocicloexano            | 6-8                  |

α-HCH.
β-HCH.
Lindano.